# Thoái vốn
Trong chứng khoán và kinh tế, thoái vốn hay bán bớt tài sản là việc giảm một hoặc nhiều khoản tài sản cho mục đích chứng khoán, văn hoá, chính trị hoặc bán đi cổ phần một công ty nào đó. Sự thoái vốn đối lập với đầu tư. Việc bán bớt tài sản là một sự thay đổi mang tính thích ứng và điều chỉnh cân đối về cơ cấu công ty và danh mục đầu tư kinh doanh cho thấy triển vọng phát triển hay rủi ro hoạt động trước những tác động từ trong hay ngoài.

## Mục đích thoái vốn
Các doanh nghiệp thoái vốn nhằm đáp ứng một số mục đích khác nhau:
1. Một doanh nghiệp có thể chủ động thoái vốn nhằm tập trung hoạt động cốt lõi của công ty. Các công ty như Eastman Kodak, Ford Motor Company, Future Group và nhiều tập đoàn khác đã loại bỏ những việc dư thừa để tập trung cho mảng kinh doanh chính.
2. Để có được một nguồn tài sản nhất định. Thoái vốn giúp công ty thu về một nguồn đầu tư bởi tài sản hay cổ phần được bán bớt sẽ được quy đổi thành tiền mặt.  Tập đoàn CSX đã chủ động thoái vốn để thu về một nguồn tiền cho trả nợ.
3. Mệnh giá cổ phần của một công ty có thể lớn hơn cả giá trị của cả công ty ấy. Nói cách khác, tổng giá trị thanh lý tài sản cá nhân của một công ty lớn hơn giá trị thị trường của tài sản kết hợp công ty. Điều này khuyến khích các công ty thanh lý bớt tài sản hay cổ phần của mình với nó đem về nhiều lợi nhuận hơn so với việc giữ lại.
4. Thoái vốn một phần doanh nghiệp nhằm đảm bảo sự ổn định cho toàn hệ thống. Ví dụ, bởi thị trường chip quá bất ổn định và khó đoán mà hãng Philips đã chủ động thoái vốn phân khu chế tạo và sản xuất chip của mình, NXP, khi nó chính là nguyên nhân dẫn tới phần lớn các biến động mà cổ phiếu công ty này gặp phải trên thị trường chứng khoán dù chỉ đại diện cho một phần rất nhỏ của cả tập đoàn Philips NV.
5. Thoái vốn một phần doanh nghiệp sẽ giúp loại bỏ một phân khu kém tiến độ hoặc không hiệu quả theo kỳ vọng nhằm đảm bảo lợi ích và chiến lược phát triển của công ty.
6. Do áp lực từ các ban ngành, cơ quan quản lý, nhằm tăng tính cạnh tranh trên thị trường.
7. Do chịu áp lực từ các cổ đông dựa theo tình hình xã hội (ví dụ như sự thoái vốn chính phủ Nam Phi trong chế độ Apartheid, sự thoái vốn tại Israel trong cuộc khủng hoảng lãnh thổ với Palestine, ở Nga do cuộc xâm lược Ukraine vào năm 2022 cùng các lời kêu gọi thoái vốn ngành năng lượng hóa thạch nhằm ngăn chặn với biến đổi khí hậu.

### Sự thoái vốn nhằm phục vụ mục tiêu về tài chính
Sự thoái vốn thường được tận dụng nhằm giúp cho một công ty có thể phát triển về mặt tài chính. Trong đó, công ty ấy sẽ bán bớt đi một phần cổ phần hay tài sản của mình để tập trung nguồn lực vào một thị trường tiềm năng hơn. Quyết định này đôi lúc còn hình thành nên sự phái sinh của các công ty con. Tại Mỹ, Uỷ ban Thương mại Liên bang sẽ yêu cầu một công ty thoái vốn một vài cổ phần của nó trước khi được cấp quyền hợp nhất với một công ty khác. Một công ty có thể thoái vốn các tài sản của nó cho các chi nhánh sở hữu toàn bộ.
Cuộc thoái vốn tập đoàn lớn nhất trong lịch sử là sự chia cắt cổ phần của hệ thống viễn thông của Mỹ (Bell System) thành tập đoàn AT&T and 7 Baby Bells được uỷ thác bởi Bộ Tư pháp Hoa Kỳ.
Trong số 1000 tập đoàn lớn nhất trên toàn cầu, những nơi đồng thời tham gia vào việc mua lại tài sản và thoái vốn đem về lượng cổ tức hơn từ 1.5 đến 4.7% so với những nơi chủ yếu tập trung vào việc mua lại.

### Sự thoái vốn nhằm phục vụ mục tiêu xã hội
Một số ví dụ về thoái vốn phục vụ cho lợi ích xã hội bao gồm:
- Sự thoái vốn tại Israel, một phong trào lập ra nhằm chỉ trích, chống đối chính phủ Israel (từ thập niên 20)
- Sự thoái vốn tại Nam Phi trong thời kì đầu của chế độ apartheid (1960s-1990s)[2]
- Sự thoái vốn thị trường thuốc lá, phối hợp cùng Tổ chức Tobacco-Free Portfolios (từ những năm 2000s)
- Sự thoái vốn thị trường năng lượng hóa thạch, nhằm ngăn chặn sự biến đổi khí hậu, hợp tác cùng tổ chức bảo vệ môi trường 350.org (kể từ những năm 2010s)
- Thoái vốn ngành chăn nuôi công nghiệp và nuôi trữ đàn gia súc lớn[3]=> ngăn chặn sự tàn phá môi trường, xâm hại động vật, những nguy hại cho sức khỏe con người, phối hợp với tổ chức Feedback Global.[4]

## Phương pháp thoái vốn
Một vài công ty đang áp dụng công nghệ để việc thoái vốn một vài cổ phần của họ trở nên thuận lợi hơn. Họ sẽ đăng tải thông tin về một hay một số cổ phần cần bán bớt trên website của họ để thu hút bất kỳ doanh nghiệp nào khác có nhu cầu muốn mua. Ví dụ, công ty Alcol đã mở một phòng showroom trực tuyến cho những cố phần cần bán, và đã giảm tải được chi phí tổ chức, đi lại và ăn ở.
Các công ty sử dụng thỏa thuận dịch vụ chuyển tiếp nhằm tăng lợi ích chiến lược của các cuộc thoái vốn.
Để có thể thực hiện thoái vốn, các doanh nghiệp cần đi qua 5 luồng công việc chính, bao gồm quản trị, đánh và thu thuế, lập ra các thống kê tình hình tài chính, thỏa thuận, phân hoạch cổ phần trong công ty. Các công ty thường tạo ra các phòng ban đa chức năng như bên IT, nhân sự, quản lý thuế và các ban ngành chức năng khác để thực hiện chia tách doanh nghiệp.
Bộ Tài chính Ấn Độ đã lập ra Cục Thoái vốn dựa trên sự tự do hoá kinh tế tại quốc gia này.